# Villa Erbosa
La casa di cura Villa Erbosa è un ospedale privato di Bologna accreditato al Servizio Sanitario Nazionale, facente parte del Gruppo Ospedaliero San Donato.

## Storia
La struttura ospedaliera di Villa Erbosa è stata fondata nel 1965 a Bologna. Con 279 posti letto, si tratta dell'ospedale privato più grande dell'Emilia-Romagna.
Per molti anni, a partire dal 1999 a seguito della dismissione dell'Ospedale dei bastardini, è stato uno dei principali punti nascite della città di Bologna.

## Organizzazione
L'ospedale ha numerose unità operative ed è dotato di 8 sale operatorie e 2 sale per la chirurgia ambulatoriale.
Uno dei punti di forza dell'ospedale è il settore ortopedico, in quanto le varie Unità Operative trattano patologie ortopediche relative a tutti i distretti anatomici. Inoltre, i pazienti hanno la possibilità di completare il percorso riabilitativo nell'unità di Medicina Fisica e Riabilitazione.

### Reparti e servizi
I principali reparti e servizi sono:
- Allergologia
- Anestesia
- Angiologia
- Cardiologia
- Chirurgia generale
- Dermatologia
- Dietologia
- Diagnostica per immagini
- Radiologia diagnostica
- Endocrinologia
- Fisiatria
- Gastroenterologia
- Endoscopia digestiva
- Laboratorio analisi
- Medicina fisica e riabilitazione
- Medicina generale
- Medicina interna e lungodegenza
- Neurochirurgia
- Neurologia
- Oculistica
- Ortopedia e traumatologia
- Ginecologia e ostetricia
- Otorinolaringoiatria
- Pneumologia
- Psicologia clinica e psicoterapia
- Reumatologia
- Urologia
- Terapia intensiva generale

## Collegamenti
L'ospedale è servito dalla linea urbana 11, gestita da Tper.